# Ланселот де Сен-Маар
Ланселот де Сен-Маар (фр. Lancelot de Saint-Maard; ум. после 1278) — французский военачальник, маршал Франции.
Один из командующих войсками в Тунисской экспедиции Людовика IX. Отправился в Африку в июле 1270, и был вместе с Раулем д'Эстре назначен маршалом после смерти Эрика де Божё и Рено де Пресиньи. По сообщению Жана де Жуанвиля, прибыл с пятью рыцарями, на содержание которых получил от короля 1400 турских ливров.
После высадки французы страдали от нехватки воды. Несколько отрядов были направлены для захвата башни рядом с Карфагеном, где находились цистерны. Сарацины пытались отвоевать крепость, тогда на помощь осажденным был послан отборный отряд маршалов д'Эстре и Сен-Маара. При их приближении противник отступил, но маршалы через некоторое время покинули башню, так как она могла быть легко захвачена.
Ланселот де Сен-Маар упоминается в качестве маршала в 1274, июне 1276 и на Пятидесятницу 1278 года, когда было издано постановление Парижского парламента, установившее соглашение между Сен-Мааром и Анселем де Лилем по поводу охоты в их владениях.
Жена: Аликс, дама де Люзарш. Упоминается в грамоте о дарении, сделанном маршалом в июне 1276, в пятницу после праздника святых Петра и Павла, аббатству Нотр-Дам-дю-Валь близ Понтуаза. Легенда на печати гласит: S. Lanceloti de sancto mardo marescalli Francie.